# Iracemápolis
Iracemápolis es un municipio brasileño del estado de São Paulo.

## Historia
Iracemápolis surgió de un pueblo denominado Santa Cruz de la Boa Vista. El pueblo fue elevado la categoría de distrito de Paz de Limeira a través de la ley 1931 del 29 de octubre de 1923. El origen de su nombre: Iracema proviene de lengua indígena y quiere decir virgen de los labios de Miel y pólis es de origen grega y significa ciudad.
Iracemápolis se emancipó de Limeira el 31 de diciembre de 1953 teniendo la posesión del prefecto, del viceprefecto y de los concejales el día siguiente, primer día de 1954.

## Geografía
Se localiza a una latitud 22°34′50″ sur y a una longitud 47º31'07" oeste, estando a una altitud de 608 metros. La población es de 19.700 habitantes.

### Demografía
Datos del censo - 2000
- Población total: en torno de 18 000
- Densidad demográfica (hab./km²): 134,91
- Mortalidad infantil hasta 1 año (por mil): 10,16
- Expectativa de vida (años): 70,55
- Tasa de fertilidad (hijos por mujer): 1,92
- Tasa de alfabetización: 93,68%
- Índice de Desarrollo Humano (IDH-M): 0,828
  - IDH-M Salario: 0,767
  - IDH-M Longevidad: 0,827
  - IDH-M Educación: 0,891
- (Fuente: IPEADATA)

### Hidrografía
La ciudad de Iracemápolis es cortada por el Arroyo Cachoeirinha, cuya naciente está situada en el colina Azul y el mismo desemboca en el Río Piracicaba (São Paulo). Su margen está en fase de recuperación del bosque ciliar.

### Carreteras
- SP-151
- SP-306
- SP-147

## Administración
- Prefecto: Fábio Francisco Zuza PSDB (2005/2008)-(2009/2012)
- Viceprefecto: Denilson Granço PMDB
- Presidente de la cámara: Donizete Aparecido Stein PP(2011/2012)

## Religión
El Cristianismo está presente en la ciudad de la siguiente manera:

### Iglesia Católica
La iglesia católica del municipio forma parte de la diócesis de Limeira.

### Iglesia Protestante
En la ciudad están presentes las más diversas creencias evangélicas, principalmente pentecostales, incluidas las Asambleas de Dios de Brasil (la iglesia evangélica más grande del país), Congregación Cristiana, entre otras. Estas denominaciones están creciendo cada vez más en todo Brasil.